# Megaminx

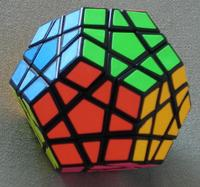
Megaminx

Der Megaminx ist ein mechanisches, dreidimensionales Geduldsspiel mit einer Höhe von ca. acht und einer Kantenlänge von ca. drei Zentimetern und ist vergleichbar mit dem Zauberwürfel und mehr noch mit dem Alexander’s Star. Der Megaminx ist ein regelmäßiges Dodekaeder mit zwölf Seitenflächen in Form von regelmäßigen Fünfecken. Jede der Seitenflächen ist durch ein pentagrammähnliches Sternmuster in elf Segmente unterteilt, die pro Seitenfläche die gleiche Farbe tragen.
Mit dem internen Drehmechanismus können die Seitenflächen durch 72°-Drehungen auf fünf Positionen um ihre Mittelachsen wieder in Deckung gebracht werden. Auf diese Weise verändern die beweglichen Teile ihre Lage zueinander und können nahezu jede beliebige Position im Dodekaeder annehmen. Ziel ist es meist, den Megaminx aus einer Stellung, in der die Farben vermischt sind, mittels Drehungen der Seitenflächen zurück in seine geordnete Grundstellung zu bringen.

## Geschichte

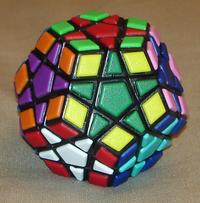
Zwölf-farbiger Megaminx mit einem Sternmuster

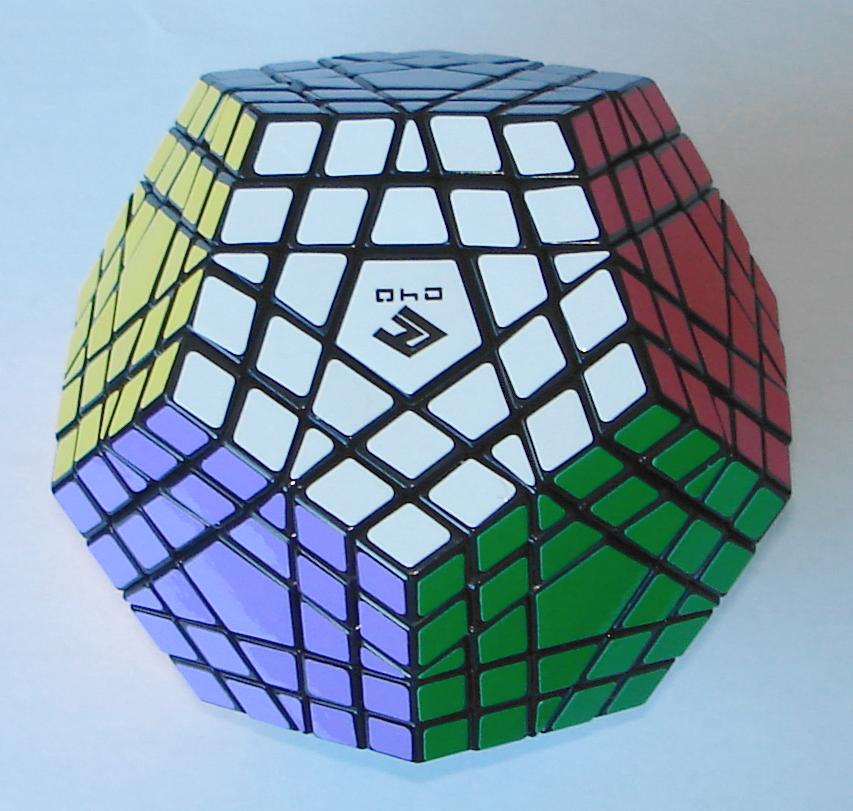
Gigaminx

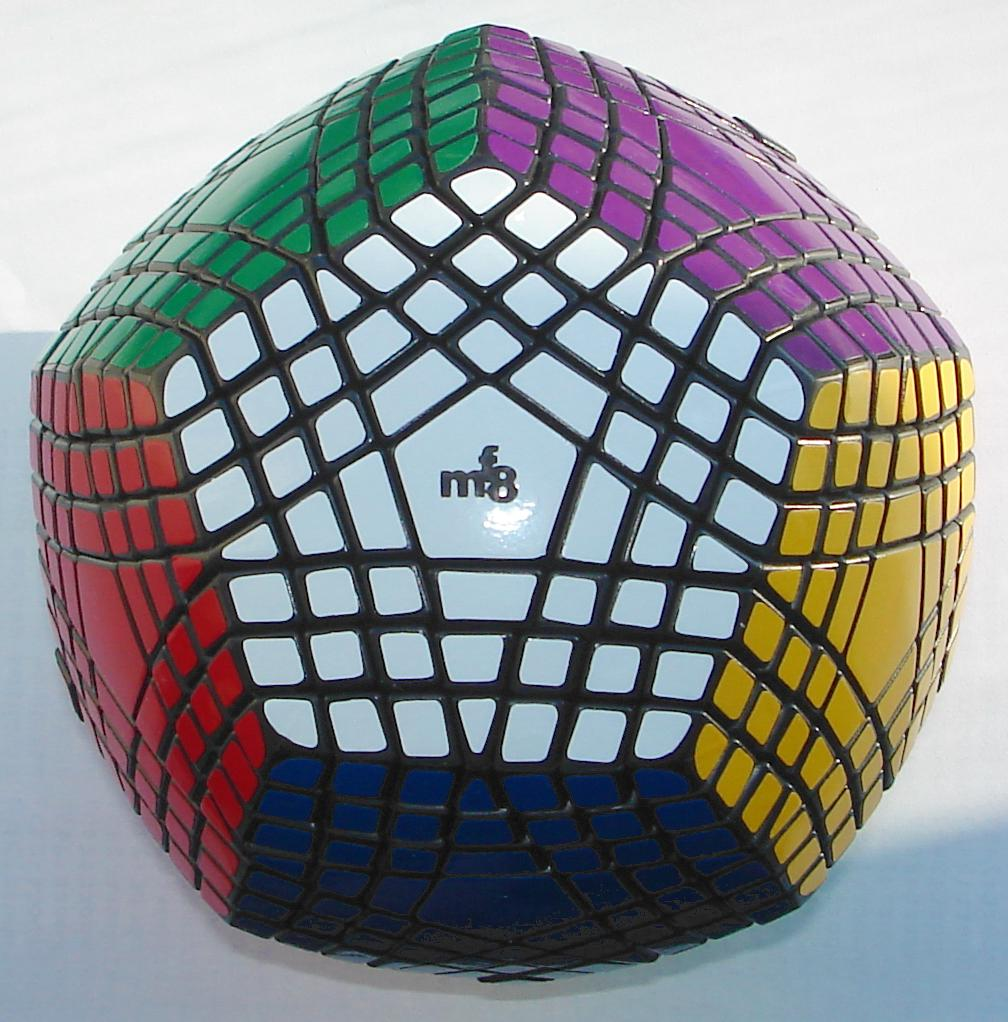
Teraminx

Im Zuge der hohen Popularität des Zauberwürfels in den 1980er Jahren wurden schon 1981 simultan mehrere Versionen in Form eines Dodekaeders entworfen. Da sich die Mechanismen naturgemäß ähnelten, kam es zu Streitigkeiten über Patent- und Vermarktungsrechte. In Deutschland erhielt Walter Moll das Patent am 30. Juli 1981. Ein weiteres Patent erhielt Christoph Bandelow am 14. Oktober 1982 und in Ungarn Szlivka Ferenc am 28. Oktober 1982 unter dem Namen Supernova. Die Puzzles unterschieden sich leicht in der Breite der Kantenstücke und damit im Aussehen. Nachfolgend erwarb der deutsche Puzzle-Erfinder Uwe Mèffert mehrere nationale Vertriebsrechte. Im Oktober 1982 schrieb das Magazin Omni einen Artikel über den Megaminx und andere Würfelvarianten. Seit August 2009 bietet Uwe Mèffert in seinem Shop den Holey Megaminx an, einen Megaminx, der weder Mittelsteine noch ein Kernstück im Inneren besitzt. Stattdessen verfügt er über 30 Kugellager und Federn.
Neben dem gewöhnlichen Megaminx (3 Ebenen) gibt es auch noch weitere dodekaedrische Drehpuzzles, welche dem Prinzip des Zauberwürfels folgen. Dies sind Kilominx (2 Ebenen), Master Kilominx (4 Ebenen), Gigaminx (5 Ebenen), Elite Kilominx (6 Ebenen), Teraminx (7 Ebenen), 8×8 Kilominx (8 Ebenen), Petaminx (9 Ebenen), Examinx (11 Ebenen), Zettaminx (13 Ebenen), Yottaminx (15 Ebenen), Atlasminx (19 Ebenen), sowie als bislang größte existierende Variante der Minx of Madness (21 Ebenen). Die höchste im Handel erhältliche Ordnung ist dabei der Zettaminx.
Der Megaminx ist heutzutage nur noch im Fachhandel erhältlich und erfreut sich unter Rubik’s-Fans immer noch einiger Beliebtheit. Das liegt zum einen an der ästhetischen Gestaltung des Puzzles, zum anderen an dem etwas höheren Schwierigkeitsgrad im Vergleich zum Würfel. Trotzdem lassen sich einige Lösungsstrategien des Würfels leicht abgeändert auf den Megaminx übertragen. Auch Speedcubing, also möglichst schnelles Lösen auf Zeit, wird mit dem Megaminx betrieben, er ist sogar eine Disziplin bei offiziellen Wettbewerben. Diese Wettkämpfe werden von der World Cube Association, kurz WCA, veranstaltet. Der Weltrekord von 23,18 Sekunden wurde von Leandro Martín López bei Di Tella Inspira 2024 aufgestellt.

## Kombinationen
Der Megaminx verfügt über 50 bewegliche Teile (im Gegensatz zum Zauberwürfel, der nur über 20 verfügt). Davon sind 30 Kantenstücke mit zwei Farben und 20 Eckstücke mit je drei Farben. Die 12 fünfeckigen Mittelsteine sind drehbar am Grundgerüst des Puzzles montiert und ändern ihre relative Lage nicht. Das führt zu einer maximalen Obergrenze möglicher Kombinationen von 30!·20!·230·320. Da mechanismusbedingt nicht jede Stellung erreichbar ist, verringert sich diese Anzahl auf 30!·20!·227·319 ≈1068.
Neben einer Version mit zwölf Farben, bei der jede Seitenfläche unterschiedlich gefärbt ist, gibt es noch eine mit sechs Farben, bei der die gegenüberliegenden Seiten dieselbe Farbe haben. Infolgedessen gibt es von jedem zweifarbigen Kantenstück zwei identische. Bei den dreifarbigen Eckstücken hingegen sind alle unterschiedlich, denn die Eckstücke mit gleicher Farbkombination sind zueinander spiegelsymmetrisch (unterschiedlicher „Umlaufsinn“ der Farben).
Obwohl es bei dem sechsfarbigen Megaminx weniger Kombinationen gibt, verursachen die identischen Kantensteinpaare eine neue Schwierigkeit: Da man vorher nicht sagen kann, welches an welche Stelle gehört, kann es sein, dass trotz richtiger Lösungsstrategie das Puzzle nicht gelöst wird. Dann muss ein bereits geordneter Teil wieder aufgegeben werden, damit zwei sich gleichende Stücke die Position tauschen können.

## Schwierigkeitsgrad
Obwohl der Megaminx weit mehr Kombinationen als der Zauberwürfel besitzt, liegt der subjektive Schwierigkeitsgrad nicht höher. Im Grunde liegt das daran, dass man mehr Platz zum Manövrieren hat. Geht man nach der Methode von Lars Petrus und der Devise „Erhalte Geordnetes“ vor, so lässt sich intuitiv, d. h. ohne Befolgen einer bestimmten Strategie und ohne komplizierte Zugfolgen, beim Würfel ein 2×2×3-Block ordnen. Dann bleiben zwei aneinandergrenzende Seitenflächen, die noch ungeordnet sind, das entspricht 13 Kanten- und Eckenstücken, die nicht mehr intuitiv gelöst werden können, ohne dass der geordnete Teil wieder aufgegeben werden muss. Beim Megaminx bleiben drei aneinandergrenzende Seitenflächen übrig, also 22 ungeordnete Stücke. Damit lassen sich beim Megaminx 56 % intuitiv lösen, beim Würfel jedoch nur 35 %. Das lässt sich auch schon daran erkennen, dass beim Würfel mit einer Drehung 40 % der Steine bewegt werden, beim Megaminx aber nur 20 %.